# Leyla Milani
Leyla Milani (* 2. dubna 1982) je íránsko-kanadská modelka, herečka, televizní moderátorka a módní návrhářka.
Byla jednou z účastnic v soutěži od World Wrestling Entertainment, Diva Search 2005 kde skončila druhá a hrála v Ber nebo neber, V utajení, Las Vegas: Kasino, Krvavá volba, Attack of the Show!, Larry, kroť se, Vincentův svět, Stacked, Desire, Hledaní, Noční show Jaye Lenoe, Extra a ve filmech Wrestlemaniac, Boys & Girls Guide To Getting Down a Drsňák Chopper.